# Clemens von Hövel
Clemens Josef Freiherr von Hövel (* 7. August 1832 auf Gut Herbeck; † 22. Juli 1912 in Junkernthal in Kirchen (Sieg)) war ein deutscher Offizier, Rittergutsbesitzer und Politiker aus dem Adelsgeschlecht Hövel.

## Familie
Von Hövel war der Sohn des Rittergutsbesitzers Friedrich Anton Johann Josef Freiherr (die preußische Freiherren-Anerkennung stammt vom 27. Oktober 1845) von Hövel (* 24. Juni 1797 auf Herbeck; 12. Februar 1877 ebenda) und dessen Ehefrau Wilhelmine Hedwig geborene Freiin von Lilien (* 27. April 1811 in Borg; † 21. November 1893 in Herbeck). Er war katholisch und heiratete am 19. Juni 1864 in Lohburg Marie Freiin von Elvenfeld gen. von Beverförde-Werries (26. Juli 1842 in Lohburg; † 15. März 1910) auf Gut Junkernthal. Aus der Ehe gingen sechs Kinder hervor:
- Hedwig Wilhelmina Maximiliana Maria (* 24. September 1865)
- Anna Maria Friederica Josefine (* 23. September 1867)
- Adelheid Friederica Marie Johanna Huberta (* 2. Januar 1869)
- Maria Wilhelmine Caroline Huberta (* 3. Januar 1871)
- Friedrich Carl Arnold Franz Hubert Josef (* 21. April 1872)
- Huberta Friederike (* 29. Dezemvber 1877)

Friedrich von Hövel war sein Großvater. Der Bruder Edmund von Hövel wurde ebenfalls westfälischer Provinziallandtagsabgeordneter.

## Leben
Von Hövel war Rittergutsbesitzer. Noch zu dessen Lebzeiten hatte sein Vater ihm Gut Junkernthal, einen Familienfideikommiss mit 1905 Morgen Land übertragen. Daneben war er Majoratsherr auf Gut Herbeck. Er wurde Kreisdeputierter sowohl im Kreis Hagen (für Herbeck) als auch im Kreis Altenkirchen (für Junkernthal). Da beide Güter in unterschiedlichen Provinzen lagen, war er sowohl in der Rheinprovinz als auch in der Provinz Westfalen wahlberechtigt. Er wurde als stellvertretender Abgeordneter des Standes der Ritterschaft in den Regierungsbezirken Koblenz/Trier/Köln in den Provinziallandtag der Rheinprovinz gewählt und von 1874 bis 3/1875 und erneut 1877 als Stellvertreter einberufen. Er blieb dann noch bis 2/1888 Stellvertreter ohne jedoch zum Landtag einberufen zu werden. 1873 nahm er (ebenfalls als Stellvertreter) am Provinziallandtag der Provinz Westfalen teil. 1877, von 1881 bis 1882 und 1885 war er Abgeordneter im westfälischen Provinziallandtag.
Er leistete Militärdienst und schied als Rittmeister der Landwehr aus dem Dienst aus. Von Hövel wurde zum königlichen Kammerherren ernannt.